# Муджати, Брайан
Брайан Вуйисиле Муджати (англ. Brian Vuyisile Mujati; род. 28 сентября 1984, Булавайо) — южноафриканский регбист зимбабвийского происхождения, выступавший на позиции пропа.

## Клубная карьера

### Супер Регби
Окончил мужскую школу Питерхауз в Марондера. Начинал игровую карьеру в клубе «Лайонз» в Супер 14, играл затем за «Стормерз». В Кубке Карри играл за клубы «Голден Лайонз» и «Уэстерн Провинс».

### Нортгемптон Сэйнтс
С 2009 года играл за команду «Нортгемптон Сэйнтс», дебютировав на «Уэмбли». Вывел команду в финал Кубка LV= 2009/2010 благодаря попытке во втором тайме игры против «Сарацинов», к концу сезона стал регулярным игроком основы. В сезоне 2010/2011 стал твёрдым игроком схватки «святых», участвовал во всех матчах чемпионата Англии и Кубка Хейнекен, играл на позиции правого столба. По итогам сезона избран лучшим игроком сезона Премьер-Лиги по версии игроков, а также включён в символическую сборную сезона по версии Sky Sports и ESPN; в рейтинге игроков года занял второе место, уступив первое место одноклубнику Тому Вуду. В сезоне 2012/2013 вывел команду в финал чемпионата Англии благодаря попытке в полуфинале турнира. Всего за карьеру в «Сэйнтс» он занёс 10 попыток, занеся первые две в сезоне 2010/2011 в двух турах подряд (вторую положил в зачётку «Лестер Тайгерс»).

### Расинг 92
27 ноября 2012 года было объявлено, что Муджати уйдёт в «Расинг 92» вместе с тонганцем Соане Тонга’уиха. В команде он отыграл 2 года, сыграв более 50 матчей за клуб; перед переходом он травмировал мышцу бедра и пропустил остаток сезона в «Сэйнтс». В сентябре 2015 года покинул клуб, заключив двухлетнее соглашение с «Сейл Шаркс».

### Сейл Шаркс
В октябре 2015 года дебютировал за «Сейл Шаркс» матчем против «Сарацинов», в котором потерпел поражение. Первую попытку занёс в матче Кубка вызова против французского «Сексьон Палуаз».

### Оспрейз
В январе 2017 года Муджати перешёл в команду «Оспрейз» из Про12 для замены травмированных тонганца Ма’афу Фиа и молдаванина Дмитрия Архипа. Дебютировал за клуб 25 февраля 2017 года матчем против «Глазго Уорриорз» (победа 26:15). 7 мая 2017 года продлил контракт с клубом ещё на сезон, однако из-за травмы плеча досрочно завершил карьеру в сезоне 2017/2018.

## Карьера в сборной
В 2008 году Муджати сыграл 12 тест-матчей за сборную ЮАР, приняв участие в Кубке трёх наций. Дальнейшие выступления не состоялись в связи с тем, что у него не был завершён процесс оформления гражданства ЮАР (он сохранил при этом гражданство Зимбабве); позже Муджати уехал играть за «Сейл Шаркс», лишившись права вызываться в сборную ЮАР

## Личная жизнь
Жена — Ченесай, есть двое дочерей и сын. Ведёт видеоканал на YouTube «The Life Of Brian», владеет пивоварней.

## Стиль игры
За время выступления в составе «Нортгемптон Сэйнтс» Муджати обрёл статус одного из внушительных правых столбов в чемпионате Англии.

## Достижения
- Финалист Кубка Хейнекен: 2011
- Победитель Англо-валлийского кубка: 2010